# União Francesa

Bandeira da União Francesa

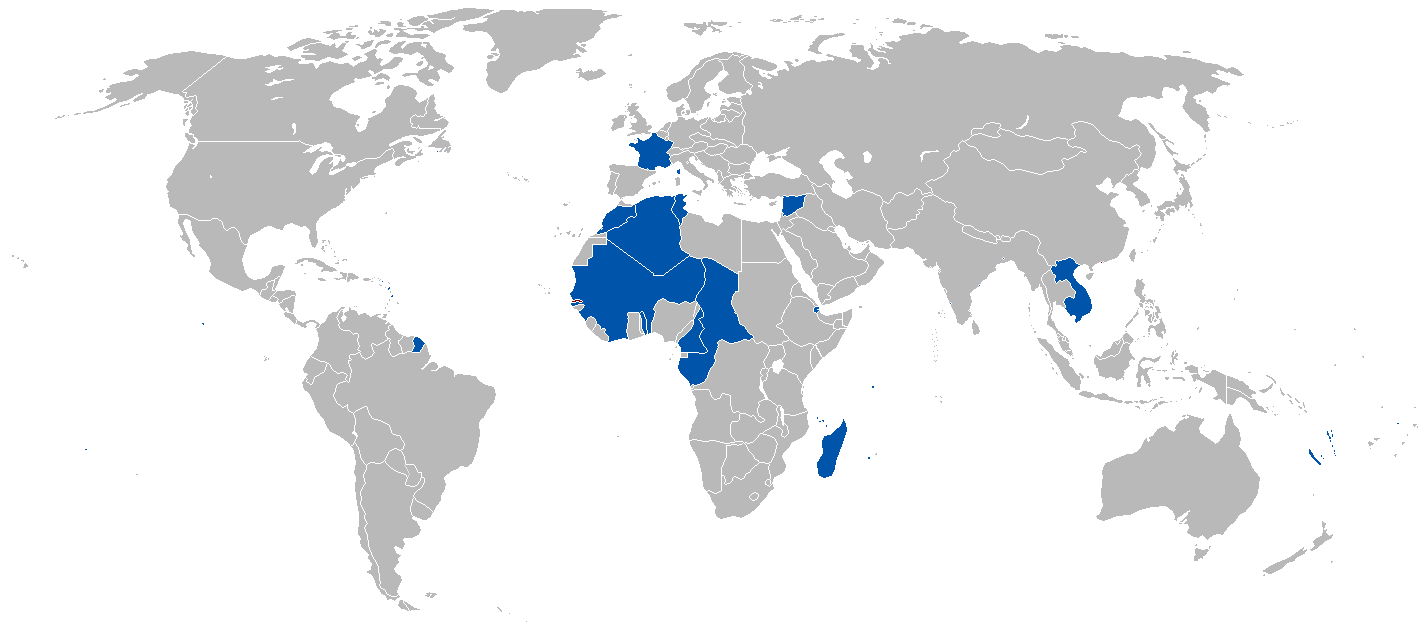
Colônias francesas e regiões da Union Française.

A União Francesa (em francês Union Française) foi uma instituição criada no âmbito dos resultados da Conferência de Brazzaville em 1944 e da fundação da Quarta República Francesa em 1946 para substituir o Império colonial francês, instituição que gerou muita revolta e guerras nas colônias francesas, pois não apenas negava a independência dos países, mas também seu auto-governo.
Em Novembro de 1954 foi a vez da Argélia se opor a União Francesa. Charles de Gaulle, principal negociador da independência da Argélia, aproveita o momento em que a França passa por um momento de declínio e chega ao poder, tentando manter o Império Colonial Francês, porém fracassa na sua proposta de criar a Comunidade Francesa (Communauté française), em 1958, o que fez que no mesmo ano o Marrocos proclamasse independência, e mais tarde as outras colônias africanas, no decorrer da década de 60, com exceção das ilhas Guadalupe, Martinica e a Ilha da Reunião.